# Golfo di Genova
Il golfo di Genova (Górfo de Zêna in ligure) è la parte più settentrionale del mar Ligure, e la linea immaginaria che lo delimita si estende da capo Mele all'isola Palmaria.

## Geografia
L'estensione della riviera del golfo, rivolta verso sud, è di circa 240 km. La città principale è Genova, uno dei maggiori centri portuali di tutto il Mediterraneo, che dà anche il nome al golfo. All'interno del golfo di Genova si trovano due golfi di minore estensione (il golfo Paradiso e il golfo del Tigullio) e alcuni capi o punte (capo di Noli, punta di Portofino, punta Manara).
Le coste del golfo di Genova comprendono l'intera provincia di Genova e quasi completamente le province di Savona e della Spezia.